# Organ Grinder
Organ Grinder (conocido en América Latina como "Hanson y Gracie") es el décimo episodio de la primera temporada de la serie de televisión estadounidense de drama/policial/fantasía Oscura Grimm. El episodio fue escrito por Cameron Litvack en conjunto con Thania St. John, y la dirección estuvo a cargo de Clark Mathis. El episodio se estrenó originalmente en los Estados Unidos el 3 de febrero de 2012 por la cadena de televisión NBC. En América Latina el episodio debutó el 12 de marzo del mismo año por el canal Unniversal Channel.
En este episodio Nick tropieza con el tétrico negocio de unos Wesen sádicos parecidos a buitres, que se aprovechan de los adolescentes indigentes para traficar sus órganos como afrodisíacos para el resto de sus congéneres.

## Argumento
En las profundidades del bosque y de noche, un par de adolescentes son perseguidos por unas aterradoras criaturas con apariencia de buitres, los cuales logran atrapar a uno de los fugitivos, mientras que el otro resbala en un río. A la mañana siguiente Nick se ve con Monroe para discutir la posibilidad de revelarle su secreto a Juliette. Monroe señala que es posible convencerla mostrándole a un wesen transformarse, pero que las consecuencias psicológicas de ver algo así suelen ser devastadoras. Poco después Nick recibe una llamada para investigar su más reciente caso: el homicidio de Steven, el muchacho que murió ahogado en el río al escapar de los wesen buitres. La autopsia revela que el muchacho fue drenado de mucha de su sangre lo que causó que fuera incapaz de escapar del río y por lo tanto culminó en su muerte.
Durante la investigación de Steven, Nick se encuentra con un par de hermanos indigentes, que eran conocidos del fallecido, Gracie y Hanson, los dos señalan que dejaron de ver al muchacho cuando este consiguió trabajo en un extraño rancho. Pero cuando Nick y Hank van a visitar la clínica a la que pertenece el negocio, los detectives no encuentran nada sospechoso. Justo cuando parecía que el caso iba a quedarse inconcluso, los detectives son llamados para investigar el choque de una camioneta, en cuyo interior se encuentran muchos órganos humanos y la sangre extraviada de Vincent. En el curso de la investigación, Nick contempla al conductor transformarse en una criatura parecida a un buitre. Tras comprobar que los órganos son saludables y jóvenes, Nick y Hank llegan a la conclusión de que los adolescentes indigentes son el objetivo primordial de los criminales.
Nick investiga un poco sobre la criatura que recién observó en el tráiler de la tía Marie y termina por descubrir a los Geier, unos wesen sádicos y crueles que suelen traficar los órganos de humanos a otras criaturas, dado que pueden usarlos como afrodisíacos. Nick persuade a Monroe de comprar un órgano como wesen en una tienda de especias dirigida por un Fuchsbau, lugar eventualmente el Grimm termina por confirmar los datos en los diarios de los Grimm, al encontrar varios órganos molidos y listos para comprarse. Poco después este amenaza al vendedor para que le de su contacto. Con ayuda de la policía Nick y Hank eventualmente llegan a la clínica donde trabajaba Steven, pero son incapaces nuevamente de encontrar evidencia que pruebe que los mismos son responsables de traficar órganos de manera ilegal. Nick entonces vuelve a usar su estado como Grimm para interrogar a una Geier del paradero del negocio.
En otra parte de la ciudad, Gracie y Hanson son secuestrados por los Geier, quienes tienen planeado extirparles sus órganos. Sin embargo Hanson se las arregla para dejar un rastro que eventualmente termina ayuda a la policía a encontrar el lugar donde están siendo llevados. Mientras Hank y el capitán Renard guían a un equipo a registrar y detener el negocio, Nick se enfrenta a la líder de los Geier en una batalla, donde la wesen perece al caer a una especie de hoguera que los Geier utilizaban para deshacerse de los cadáveres de los adolescentes.
Con el caso resuelto, Renard regresa a su oficina donde recibe un paquete de los asesinos de los Grimm, la cual contiene la oreja cortada del asesino al que se le fue negado la oportunidad de vengar a Hulda. Poco después el policía recibe una llamada del jefe de los asesinos, quien le comenta que tiene que encontrar la manera de controlar al Grimm que tiene bajo su custodia o de lo contrario intervendrán. Pero Renard no se deja intimidar y desafía a los mismos a cumplir sus amenazas.

## Elenco
- David Giuntoli como Nick Burkhardt.
- Russell Hornsby como Hank Griffin.
- Bitsie Tulloch como Juliette Silverton.
- Silas Weir Mitchell como Monroe.
- Sasha Roiz como el capitán Renard.
- Reggie Lee como el Sargento Wu.

## Producción
El argumento del episodio y la frase al inicio del mismo fue inspirado por el cuento Hansel y Gretel, un relato alemán que fue escrito e ilustrado por los hermanos Grimm.

### Actuación
El episodio contó como invitados especiales a Daryl Sabara y Hannah Marks como los hermanos indigentes que sirven como la reinterpretación de los protagonistas del célebre cuento.

### Continuidad
- El episodio marca el debut de Freddy Calvert.
- Nick comienza a usar su estado como Grimm para interrogar a los sospechosos.
- Renard recibe una llamada de los Asesinos de los Grimm

## Recepción

### Audiencia
En su semana de estreno en los Estados Unidos, Organ Grinder fue recibido con un total de 4.730.000 de espectadores.

### Crítica
Kevin McFarland de AV Club le dio al episodio una A en una categoría de la A a la F. Comentando: "Fue impresionante como me involucre en el resto de la hora e incluso me sentí que había aumentado el grado de impresión, no tengo problema en darle una A, pues representa lo mejor que Grimm tiene para ofrecer hasta la fecha".